# GUN Records
GUN Records fue una discográfica ubicada en Alemania, que contaba con muchas bandas que tuvieron mucho éxito en toda Europa. El sello cerró en 2009. La mayoría de las bandas fueron reubicadas en Sony Music.

## Bandas
- All Ends
- Apocalyptica
- Apoptygma Berzerk
- Bullet for My Valentine
- Die Happy
- Donots
- Eagles of Death Metal
- Exilia
- Flyleaf
- L'Âme Immortelle
- Lovex
- Oomph!
- Sturm und Drang
- Within Temptation

## Bandas Anteriores
- Blackeyed Blonde
- Depressive Age
- Doctor Butcher
- Eloy
- Grave Digger
- Guano Apes
- HIM
- House of Spirits
- Krisiun
- Lordi
- Mind Odyssey
- Monkeys With Tools
- Paradise Lost
- Rage
- Richtofen
- Running Wild
- Secret Discovery
- SITD
- Sodom
- Thunderhead
- Thomas Such

- Datos: Q707689
- Multimedia: GUN Records / Q707689